# Word to the Badd!!
«Word to the Badd!!» (с англ. — «Слово плохому!!») — песня американского музыканта Джермейна Джексона из тринадцатого студийного альбома You Said 1991 года, изданного на лейблах LaFace Records и Arista Records. Оригинальная версия трека содержала критику, направленную в адрес младшего брата Майкла Джексона.

## Предыстория и релиз
Песня была написана Джермейном Джексоном, Эл Эй Ридом, Кеннетом «Бэбифейс» Эдмондсом, Дэрилом Симмонсом и участницей группы TLC Лизой «Лефт Ай» Лопес. Продюсерами выступили Рид, Бэбифейс, Симмонс и Кевин «Кайо» Роберсон.
Одной из предпосылок к написанию песни являлось то, что его брат, Майкл Джексон, во время записи своего восьмого альбома стал сотрудничать с продюсерами Бэбифейсом и Эл Эй Ридом. Это сотрудничество вызвало недовольство у Джермейна, который работал с тем же продюсерским дуэтом. По словам Рида, ему и Эдмондсу удалось наладить отношения с Джермейном, но предотвратить запись песни они не могли. Изначально песня не планировалась к выпуску, но просочилась на американские радиостанции, совпав по времени с выпуском сингла Майкла «Black or White», и по мнению Джермейна, данная песня являлась плагиатом на «Word to the Badd!!», но отличались они лишь текстом.
Оригинальная версия трека вызвала много споров и содержала язвительную критику, направленную в адрес Майкла. Критика, в частности, основывалась на изменении внешности и на странном поведении младшего брата. Позже текст песни был отредактирован и выпущен в виде рекламного сингла в США. Композиция достигла 78-й позиции в Billboard Hot 100 и 88-й позиции в чарте Hot R&B/Hip-Hop Songs.
В интервью на британской телепередаче «Rapido», отвечая на вопрос о причине создания песни, Джермейн сказал:
Я несколько раз звонил Майклу, но так и не дождался ответа… А ведь не было ничего такого, чего бы мы не смогли обсудить, если бы встретились. Однако его люди не предоставили мне возможности с ним поговорить… Словом, в этой песне старший брат призывает младшего вернуться к реальности… Ты всё равно остаешься личностью, несмотря ни на что….
Как после отмечал Джермейн, произошедшая ситуация с утечкой песни способствовала налаживанию отношений с Майклом.
В 2009 году было выпущено расширенное издание альбома You Said, куда вошли обе версии песни.

## Чарты
| Чарт (1991-92)                      | Высшая позиция |
| ----------------------------------- | -------------- |
| США Billboard Hot 100               | 78             |
| США Billboard Hot R&B/Hip-Hop Songs | 88             |

## Ссылка
- «Word To The Badd!!» на сайте Discogs